# 河大成
河 大成（ハ・デソン、朝: 하대성、1985年3月2日 - ）は、大韓民国・仁川広域市出身のプロサッカー選手。ポジションはミッドフィールダー（MF）。サッカー選手の河成敏は実弟。

## 経歴
同い年の李根鎬とは小学5年生からの仲で、小・中・高と同じ学校へ通った。1997年には車範根サッカー賞（車設立の期待の若手に贈られる賞）を受賞。サッカー強豪校の富平高等学校に進学し、3年時には李根鎬や金承龍と共に3冠を獲得。
2004年、蔚山現代FCに加入。しかし李浩や金正友ら実力者からポジションを奪えず、1試合も出場できなかった。
2006年、大邱FCへ移籍。Kリーグデビューを果たす。2007年には李根鎬と再びチームメートとなり、プレーメーカーとして開花。2008年にはチームを過去最高順位に引き上げた。同年11月、韓国代表としてカタール代表戦で国際Aマッチ初出場。
2009年には全北現代モータースでプレー。リーグ優勝の一助となったものの、中盤の選手層の厚さからレギュラー確保には至らず。同年末には全北とFCソウルの間で、河と李弦昇、沈愚燃と金承龍による2対2のトレードが成立した。
2010年、ソウルへ移籍。巧みなパスで攻撃陣を掌握し 同年のリーグ優勝に貢献した。2011年リーグ第30節慶南戦ではプロ入り以来初のハットトリックを達成。2012年からは主将を務めた。2013年の東アジアカップでも背番号10を背負い、韓国代表の主将を務めた。Kリーグ最高のMFとしての評価に加え、同年末にはAFCチャンピオンズリーグ準優勝の功績もあって鄭智及びジャバド・ネクナムと共にアジア年間最優秀選手賞最終候補に選出された（鄭が受賞）。
2014年、中国サッカー・スーパーリーグ・北京国安足球倶楽部へ移籍。同年開催のFIFAワールドカップでは足首の負傷により力を発揮できなかった。北京とは2016年末までの契約を結んでいたが、成績向上を図るべく外国籍選手を入替える方針が採られたため、2015年限りでの放出対象となった。
2016年、幼少期より憧れていたというJリーグ・FC東京へ完全移籍。史上初めて、日本・中国・韓国、それぞれの首都のクラブでプレーした選手となった。ボランチの一角として 攻撃のリズムを作ることを期待されたが開幕直前の負傷によって適応の機を逃し 1stステージ終了時でリーグ戦3試合の出場に留まった。
同年6月、名古屋グランパスへ期限付き移籍。移籍後早々にハムストリング筋挫傷による離脱を経験したものの、広い視野と正確なパスで能力の高さを示した。名古屋からは残留を求められたが12月に移籍期間満了による退団が発表された。
当初FC東京は河を復帰させる方針だったが、古巣FCソウルから熱心なオファーが寄せられたため、河とソウル所属の髙萩洋次郎の事実上のトレードを成立させた。2017年よりFCソウルへ復帰。河は同クラブで引退することを希望し3年契約を結んだ。
2019年シーズン限りで現役を引退。その後は解説者を務めていたが、2021年11月18日、江原FC監督に就任した崔龍洙のアシスタントコーチとしてスタッフ入りした。

## 所属クラブ
ユース経歴
- 仁川萬壽北小学校[7][8]
- 富平中学校[8]
- 富平高等学校（朝鮮語版）[6][8]

プロ経歴
- 2004年 - 2005年  蔚山現代FC
- 2006年 - 2008年  大邱FC
- 2009年  全北現代モータース
- 2010年 - 2013年  FCソウル
- 2014年 - 2015年  北京国安足球倶楽部
- 2016年  FC東京
  - 2016年7月 - 同年12月  名古屋グランパス (期限付き移籍)
- 2017年 - 2019年  FCソウル

## 個人成績
| 国内大会個人成績 | 国内大会個人成績 | 国内大会個人成績 | 国内大会個人成績 | 国内大会個人成績 | 国内大会個人成績 | 国内大会個人成績 | 国内大会個人成績 | 国内大会個人成績 | 国内大会個人成績 | 国内大会個人成績 | 国内大会個人成績 |
| 年度             | クラブ           | 背番号           | リーグ           | リーグ戦         | リーグ戦         | リーグ杯         | リーグ杯         | オープン杯       | オープン杯       | 期間通算         | 期間通算         |
| 年度             | クラブ           | 背番号           | リーグ           | 出場             | 得点             | 出場             | 得点             | 出場             | 得点             | 出場             | 得点             |
| 韓国             | 韓国             | 韓国             | 韓国             | リーグ戦         | リーグ戦         | リーグ杯         | リーグ杯         | FA杯             | FA杯             | 期間通算         | 期間通算         |
| ---------------- | ---------------- | ---------------- | ---------------- | ---------------- | ---------------- | ---------------- | ---------------- | ---------------- | ---------------- | ---------------- | ---------------- |
| 2004             | 蔚山             | 42               | Kリーグ          | 0                | 0                | 2                | 0                |                  |                  |                  |                  |
| 2005             | 蔚山             | 24               | Kリーグ          | 0                | 0                | 0                | 0                |                  |                  |                  |                  |
| 2006             | 大邱             | 8                | Kリーグ          | 11               | 0                | 7                | 0                | 2                | 1                | 20               | 1                |
| 2007             | 大邱             | 8                | Kリーグ          | 17               | 1                | 8                | 1                | 2                | 0                | 27               | 2                |
| 2008             | 大邱             | 7                | Kリーグ          | 24               | 4                | 7                | 1                | 3                | 1                | 34               | 6                |
| 2009             | 全北             | 7                | Kリーグ          | 26               | 1                | 4                | 1                | 2                | 1                | 32               | 3                |
| 2010             | ソウル           | 16               | Kリーグ          | 26               | 5                | 7                | 3                | 2                | 0                | 35               | 8                |
| 2011             | ソウル           | 16               | Kリーグ          | 18               | 6                | 0                | 0                | 2                | 0                | 20               | 6                |
| 2012             | ソウル           | 16               | Kリーグ          | 39               | 5                | -                | -                | 2                | 1                | 41               | 6                |
| 2013             | ソウル           | 16               | Kリーグ          | 29               | 3                | -                | -                | 1                | 1                | 30               | 4                |
| 中国             | 中国             | 中国             | 中国             | リーグ戦         | リーグ戦         | リーグ杯         | リーグ杯         | FA杯             | FA杯             | 期間通算         | 期間通算         |
| 2014             | 北京             | 16               | 超級             | 22               | 1                | -                | -                | 0                | 0                | 22               | 1                |
| 2015             | 北京             | 16               | 超級             | 24               | 1                | -                | -                | 1                | 0                | 25               | 1                |
| 日本             | 日本             | 日本             | 日本             | リーグ戦         | リーグ戦         | リーグ杯         | リーグ杯         | 天皇杯           | 天皇杯           | 期間通算         | 期間通算         |
| 2016             | FC東京           | 14               | J1               | 3                | 0                | 0                | 0                | -                | -                | 3                | 0                |
| 2016             | F東23            | 14               | J3               | 1                | 0                | -                | -                | -                | -                | 1                | 0                |
| 2016             | 名古屋           | 8                | J1               | 9                | 1                | -                | -                | 1                | 0                | 10               | 1                |
| 韓国             | 韓国             | 韓国             | 韓国             | リーグ戦         | リーグ戦         | リーグ杯         | リーグ杯         | FA杯             | FA杯             | 期間通算         | 期間通算         |
| 2017             | ソウル           | 16               | Kクラシック      |                  |                  |                  |                  |                  |                  |                  |                  |
| 通算             | 韓国             | 韓国             | Kリーグ          | 190              | 25               | 35               | 6                | 16               | 5                | 241              | 36               |
| 通算             | 中国             | 中国             | 超級             | 46               | 2                | -                | -                | 1                | 0                | 47               | 2                |
| 通算             | 日本             | 日本             | J1               | 12               | 1                | 0                | 0                | 1                | 0                | 13               | 1                |
| 通算             | 日本             | 日本             | J3               | 1                | 0                | -                | -                | -                | -                | 1                | 0                |
| 総通算           | 総通算           | 総通算           | 総通算           | 249              | 28               | 35               | 6                | 18               | 5                | 302              | 39               |

| 国際大会個人成績 | 国際大会個人成績 | 国際大会個人成績 | 国際大会個人成績 | 国際大会個人成績 |
| 年度             | クラブ           | 背番号           | 出場             | 得点             |
| AFC              | AFC              | AFC              | ACL              | ACL              |
| ---------------- | ---------------- | ---------------- | ---------------- | ---------------- |
| 2011             | ソウル           | 16               | 4                | 0                |
| 2013             | ソウル           | 16               | 13               | 1                |
| 2014             | 北京             | 16               | 6                | 1                |
| 2015             | 北京             | 16               | 5                | 0                |
| 2016             | FC東京           | 14               | 3                | 0                |
| 2017             | ソウル           | 16               |                  |                  |
| 通算             | AFC              | AFC              | 31               | 2                |

その他の国際大会
- 2016年
  - AFCチャンピオンズリーグ2016・プレーオフ 1試合0得点

出場歴
- 2016年04月2日：Jリーグ初出場 - J1 1st第5節 vs名古屋グランパスエイト (味の素スタジアム)
- 2016年10月1日：Jリーグ初得点 - J1 2nd第14節 vsアビスパ福岡 (パロマ瑞穂スタジアム)

## 代表歴

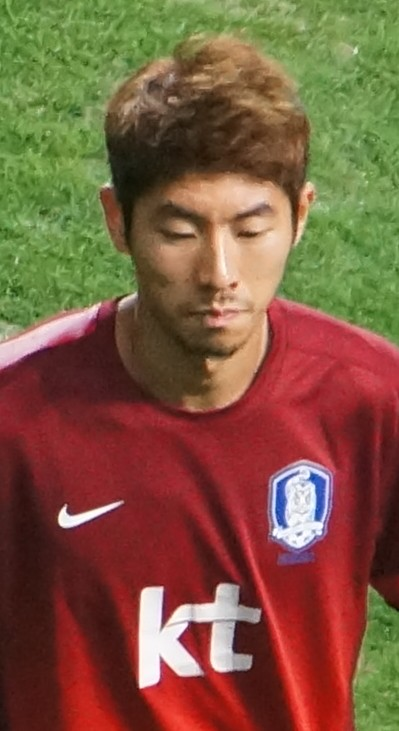
2013年9月6日、国際親善試合「韓国vsハイチ」

- 2008年11月15日：国際Aマッチ初出場 - 親善試合 vs カタール (ジャシム・ビン・ハマド・スタジアム)[10]

### 出場大会など
- 北京オリンピック予備登録[7]
- 2010 FIFAワールドカップ・アジア予選
- AFCアジアカップ2011予備登録[36]
- 2014 FIFAワールドカップ・アジア予選
- 東アジアカップ2013
- 2014 FIFAワールドカップ
- 2018 FIFAワールドカップ・アジア予選予備登録[37]

### 試合数
- 国際Aマッチ 13試合 0得点 (2008年 - 2014年)[38]

| 韓国代表 | 国際Aマッチ | 国際Aマッチ |
| 年       | 出場        | 得点        |
| -------- | ----------- | ----------- |
| 2008     | 1           | 0           |
| 2009     | 1           | 0           |
| 2012     | 5           | 0           |
| 2013     | 4           | 0           |
| 2014     | 2           | 0           |
| 通算     | 13          | 0           |

## タイトル

### クラブ
蔚山現代FC
- Kリーグ：1回 (2005)

全北現代モータース
- Kリーグ：1回 (2009)

FCソウル
- Kリーグ：2回 (2010, 2012)
- 韓国リーグカップ：1回 (2010)

### 個人
FCソウル
- Kリーグベストイレブン：3回 (2011, 2012, 2013)